# Wanda Drozdowska
Wanda Drozdowska (ur. 8 grudnia 1926 w Łodzi, zm. 6 lipca 1998 tamże) – polska socjolog, filozof, etnograf, kustosz Muzeum Archeologicznego i Etnograficznego w Łodzi.

## Życiorys
Urodziła się w inteligenckiej i dwuwyznaniowej rodzinie. Matką była Łucja Ast (ewangeliczka), która na początku zajmowała się domem, a po wojnie wykonywała obowiązki księgowej w łódzkich zakładach przemysłowych. Ojcem był Wacław Drozdowski, który pracował jako rysownik i dziennikarz. Chrzciny Wandy (1928) odbyły się w ewangelickiej parafii św. Trójcy w Łodzi.
W 1934 zaczęła edukację w szkole podstawowej im. Emilii Plater, do wybuchu wojny ukończyła pięć klas. Została wysiedlona razem z matką i ciotką w 1940 do podłódzkiej wsi, ojca wywieziono na teren Niemiec do Oldenburga. Podczas okupacji pracowała w szwalni. Po zakończeniu wojny kontynuowała naukę w łódzkim Prywatnym Gimnazjum i Liceum im. Z. Pętkowskiej i W. Macińskiej. W 1947 zdała maturę i zaczęła studiować socjologię na Wydziale Humanistycznym Uniwersytetu Łódzkiego, w tym czasie zainteresowała się etnografią. Brała udział w badaniach nad pasterstwem pod kierownictwem prof. Kazimiery Zawistowicz- Adamskiej we wsi Ratułów na Podhalu. W 1952 uzyskała tytuł magistra filozofii z zakresu socjologii na podstawie pracy Wyobrażenia magiczne i ich związek z czynnościami w gospodarstwie rolnym.

## Działalność naukowa i zawodowa
Po ukończeniu studiów zaczęła pracę w Muzeum Etnograficznym (obecnie Muzeum Archeologiczne i Etnograficzne) w Łodzi; została kierownikiem jednoosobowego Działu Wierzeń i Obrzędów. Do jej obowiązków należało gromadzenie, opracowywanie, przechowywanie zabytków, przygotowywanie wydawnictw muzealnych i wystaw. Uczestniczyła w badaniach terenowych prowadzonych przez zespół etnograficzny MAiE we wsiach Czarnocin i Jasień oraz na terenie Puszczy Kozienickiej. Jako propagatorka etnografii organizowała wiele wystaw, konkursów sztuki ludowej, w tym Konkurs Folklorystyczny Ziemi Łódzkiej. Była zastępcą redaktora naczelnego czasopisma "Prace i Materiały Muzeum Archeologicznego i Etnograficznego. Seria Etnograficzna" w latach 1963–1968.
Od 1952 należała do Polskiego Towarzystwa Ludoznawczego.
Interesowała się wierzeniami i zachowaniami magicznymi związanymi z pracami rolnymi i hodowlanymi. Ważne dla niej było również życie społeczności wioskowej, a co za tym idzie obrzędy doroczne i rodzinne.
Przez pewien czas była kierownikiem Cepelii. Pracowała również w radiu, w którym prowadziła audycję na temat ludowych wierzeń. 
Od 1968 pracowała w Wydawnictwie Uniwersytetu Łódzkiego jako starszy redaktor, dla którego wcześniej pisała przewodniki po województwie łódzkim.
Wanda Drozdowska nie założyła rodziny. Została pochowana na Starym Cmentarzu w Łodzi w części ewangelickiej.

## Wybrane publikacje
- Magia lecznicza zwierząt w Klonowej w pow.Sieradzkim. "Łódzkie Studia Etnograficzne" 1961 nr 3, s. 95–101.
- Istoty demoniczne w Załęczu Wielkim, pow. Wieluń. "Łódzkie Studia Etnograficzne" 1962 nr 4, s. 117–130.
- Podania z Załęcza Wielkiego, pow. Wieluń. "Łódzkie Studia Etnograficzne" 1962, nr 4 s.81–87.
- Magiczne normy postępowania w życiu codziennym Załęcza Wielkiego, pow. Wieluń. "Łódzkie Studia Etnograficzne" 1963 nr 5, s. 111–130.
- Istoty Demoniczne (wieś Łęka, pow. Łęczyca). "Łódzkie Studia Etnograficzne" 1964 nr 6, s. 177–184.
- Niektóre judaistyczne święta doroczne w malarstwie. "Łódzkie Studia Etnograficzne" 1967 nr 9, s. 303–313.
- Tradycyjne zwyczaje związane z gospodarką zbożową w systemie folwarcznym na terenie Kutnowskiego. „Prace i Materiały Muzeum Archeologicznego. Seria Etnograficzna" 1981 nr 21, s. 6–136.